# Calubian
Calubian (Bayan ng Calubian) är en kommun i Filippinerna. Kommunen ligger på ön Leyte, och tillhör provinsen Leyte. Folkmängden uppgår till 28 421 invånare.

## Barangayer
Calubian är indelat i 53 barangayer.
| - Abanilla - Agas - Anislagan - Bunacan - Cabalquinto - Cabalhin - Cabradilla - Caneja - Cantonghao - Caroyocan - Casiongan - Cristina - Dalumpines - Don Luis - Dulao - Efe - Enage - Espinosa | - Garganera - Ferdinand E. Marcos - Garrido - Guadalupe - Gutosan - Igang - Inalad - Jubay - Juson - Kawayan Bogtong - Kawayanan - Kokoy Romualdez - Labtic - Laray - M. Veloso - Mahait - Malobago - Matagok | - Nipa - Obispo - Pagatpat - Pangpang - Patag - Pates - Pal-ug - Padoga - Petrolio - Poblacion - Railes - Tabla - Tagharigue - Tuburan - Villahermosa - Villalon - Villanueva |